# 1908年ロンドンオリンピックのホッケー競技
1908年ロンドンオリンピックのホッケー競技（1908ねんロンドンオリンピックのホッケーきょうぎ）は、1908年10月29日から10月31日にかけて実施された。ホッケー競技がオリンピックで初めて行われた大会でもある。

## 概要
参加はドイツ、フランス、イギリスの3カ国であったが、開催国であるイギリスからはイングランド、ウェールズ、アイルランド、スコットランドの4チーム、計6チームが参加した。競技は10月29日に4試合が行われ、この結果により決勝進出チームを決定し、10月31日に決勝が行われた。決勝に先立つ10月30日には、エキストラマッチとして順位に関係しないドイツとフランスの親善試合が開催されたが、3位決定戦は行われなかった。

## 競技結果
国際オリンピック委員会の公式結果では全てイギリス扱いとなっているが、混乱を避けるため以下の競技結果では、イングランドチーム、ウェールズチーム、スコットランドチーム、アイルランドチームと明記。また、親善試合はエキストラマッチという扱いとなっており、5位決定戦ではない。

### 準々決勝
- 実施日：10月29日

| スコットランドチーム | 4-0  | ドイツ   |
| イングランドチーム   | 10-1 | フランス |

### 準決勝
| アイルランドチーム | 3-1 | ウェールズチーム     |
| イングランドチーム | 6-1 | スコットランドチーム |

### 親善試合
- 実施日：10月30日

| ドイツ | 1-0 | フランス |

### 決勝
- 実施日：10月31日

| イングランドチーム | 8-1 | アイルランドチーム |

### 最終順位
| 順位 | 国・地域             |
| ---- | -------------------- |
| 1    | イングランドチーム   |
| 2    | アイルランドチーム   |
| 3    | スコットランドチーム |
| 3    | ウェールズチーム     |
| 5    | ドイツ               |
| 5    | フランス             |

## 各国メダル数
| 順 | 国・地域 | 金 | 銀 | 銅 | 計 |
| -- | -------- | -- | -- | -- | -- |
| 1  | イギリス | 1  | 1  | 2  | 4  |